# Mała gastronomia

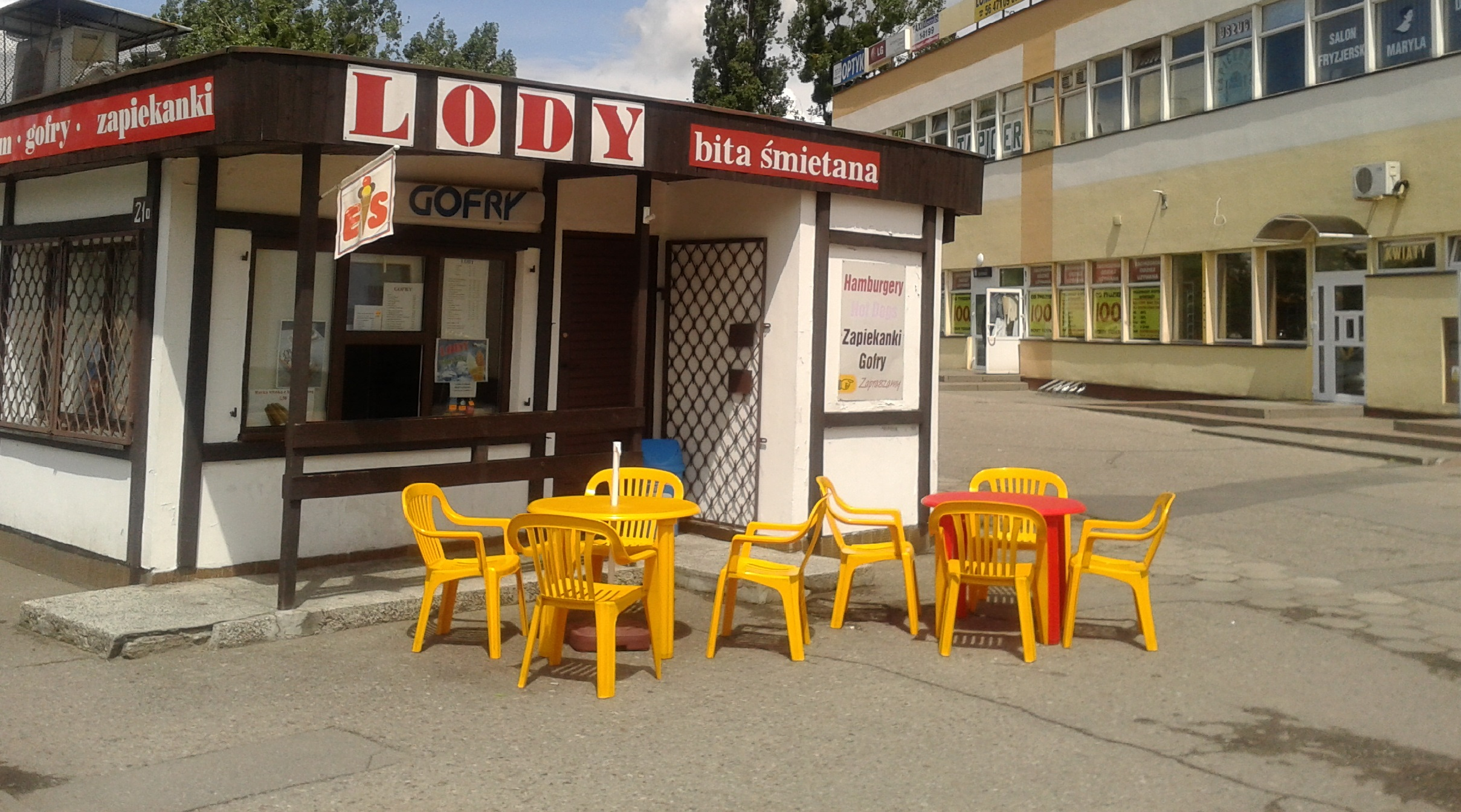
Lokal małej gastronomii w Toruniu

Mała gastronomia – działalność usługowa (gastronomiczna) prowadzona najczęściej w niewielkim barze, w którym sprzedawane są gotowe lub sporządzane po krótkim procesie obróbki dania, przekąski i napoje, najczęściej konsumowane następnie w sąsiedztwie placówki lub na ulicy.
W placówkach małej gastronomii większość dań przygotowywana jest głównie z półproduktów albo też produkty gotowe są tylko odgrzewane (odsmażane). W ofercie tego typu barów znajdują się najczęściej dania typu fast food, np. kebab, burgery, zapiekanki, czy hot-dogi.